# Longipalpus sinuaticollis
Longipalpus sinuaticollis är en skalbaggsart som beskrevs av J. Linsley Gressitt 1956. Longipalpus sinuaticollis ingår i släktet Longipalpus och familjen långhorningar. Inga underarter finns listade i Catalogue of Life.